# Brigitte Benon
Brigitte Benon es una deportista francesa que compitió en esgrima, especialista en la modalidad de espada. Ganó tres medallas en el Campeonato Mundial de Esgrima, en los años 1988 y 1991.

## Palmarés internacional
| Campeonato Mundial | Campeonato Mundial | Campeonato Mundial | Campeonato Mundial |
| Año                | Lugar              | Medalla            | Prueba             |
| ------------------ | ------------------ | ------------------ | ------------------ |
| 1988               | Orleans (Francia)  | Medalla de oro     | Espada individual  |
| 1988               | Orleans (Francia)  | Medalla de plata   | Espada por equipos |
| 1991               | Budapest (Hungría) | Medalla de plata   | Espada por equipos |